# Alberto Cavalcanti
Alberto Cavalcanti, celým jménem Alberto de Almeida Cavalcanti (6. února 1897 Rio de Janeiro – 23. srpna 1982 Paříž), byl brazilský filmový režisér a producent. Často byl uváděn pod jediným jménem „Cavalcanti“.

## Život a kariéra
Byl synem významného matematika. Studoval architekturu. V 18 letech se přestěhoval do Paříže, aby pracoval pro architekta, a později přešel k práci v interiérovém designu. Po návštěvě Brazílie nastoupil na pozici na brazilském konzulátu v Liverpoolu v Anglii.
Dopisoval si s Marcelem L'Herbierem, přední osobností francouzského avantgardního filmového hnutí, což vedlo k tomu, že L'Herbier nabídl Cavalcantimu práci scénografa. V roce 1920 Cavalcanti opustil práci na konzulátu a vrátil se do Francie, aby pracoval pro L'Herbiera. V roce 1926 režíroval svůj první film a podílel se na tvorbě mnoha dalších, z nichž nejvýznamnější je L'Inhumaine. Cavalcanti brzy začal natáčet vlastní filmy, prvním byl experimentální dokument z roku 1926 Rien que les heures (Nic než čas), který ukazoval jeden den ze života Paříže a jejích obyvatel. Přijal práci ve francouzských studiích Paramount Pictures, ale zjistil, že natáčí spíše komerční filmy, které ho nezajímaly, a tak v roce 1933 Paramount opustil.
Následující rok se Cavalcanti vrátil do Anglie, aby pracoval pro GPO Film Unit . Cavalcanti tam strávil sedm let v několika odděleních, od produkce až po zvukaře. a pracoval na mnoha projektech. V roce 1940 se Cavalcanti připojil k Ealing Studios, pracoval tam jako umělecký redaktor, producent a režisér a jeho nejvýznamnějšími díly z tohoto období byly Yellow Caesar (1941), Went the Day Well? (1942), Three Songs of Resistance (1943), Champagne Charlie (1944), Dead of Night (jako spolurežisér) (1945) a Nicholas Nickleby (1947). V roce 1946 Ealing Studios Cavalcanti opustil a ve Velké Británii režíroval další tři filmy,.V roce 1950 se vrátil do Brazílie.
V Brazílii se Cavalcanti stal vedoucím produkce společnosti Companhia Cinematográfica Vera Cruz, společnost se ale nakonec dostala do insolvence. Poté, co byl v Brazílii zařazen na černou listinu jako komunista, Cavalcanti se vrátil do Evropy, kde většinu 60. a 70. let strávil prací jako kočovný filmař v různých zemích, včetně východního Německa, Francie a Izraele. Zemřel v Paříži ve věku 85 let.

## Filmografie (režisér)

### Francie
- 1926 Rien que les heures
- 1927 Le train sans yeux
- 1927 La P'tite Lili [fr]
- 1927 En rade
- 1928 Yvette
- 1928 La jalousie du barbouille
- 1928 Captain Fracasse
- 1929 Le petit chaperon rouge
- 1929 Vous verrez la semaine prochaine
- 1930 Toute sa vie
- 1930 A canção do berço
- 1930 À mi-chemin du ciel
- 1931 The Devil's Holiday
- 1931 Dans une ile perdue
- 1932 En lisant le journal
- 1932 Le jour du frotteur
- 1932 Revue Montmartroise
- 1932 Nous ne ferrons jamais du cinéma
- 1932 Le truc du brésilien
- 1933 Le mari garon
- 1933 Plaisirs défendus
- 1933 Tour de chant
- 1934 Coralie and Company

### GPO & Crown Film Units
- 1934 Pett and Pott: A fairy story of the suburbs
- 1934 The glorious Sixth of June: New rates
- 1935 The King's Stamp
- 1935 Coal Face
- 1936 Message from Geneva
- 1937 Line to Tcherva Hut
- 1937 Men of the Alps (co-prod with Switzerland)
- 1937 Roadways
- 1937 We Live In Two Worlds
- 1937 Who writes to Switzerland?
- 1937 Four barriers
- 1938 Mony a pickle
- 1938 Happy in the morning: A film fantasy
- 1939 Mid-summer day's work
- 1939 The Chiltern country
- 1940 Alice in Switzerland
- 1940 La cause commune
- 1940 Factory front
- 1940 Mastery of the sea

### Ealing and UK
- 1941 Yellow Caesar (short)
- 1942 Went the Day Well?
- 1943 Watertight (short)
- 1943 Three Songs of Resistance
- 1944 Champagne Charlie
- 1945 Dead of Night (epizody „Vánoční večírek“ a „břichomluvec“)
- 1947 Nicholas Nickleby
- 1947 They Made Me a Fugitive
- 1947 The First Gentleman
- 1949 For Them That Trespass
- 1961 The Monster of Highgate Ponds

### Brazilie a ostatní
- 1950 Caiçara (Brazilie)
- 1952 Simão, o caolho (Brazilie)
- 1952 Song of the Sea (Brazilie)
- 1955 Mulher de verdade (Brazilie)
- 1955/60 Herr Puntila and His Servant Matti (Rakousko/Východní Německo)
- 1957 Die Windrose (Východní Německo)
- 1959 Venetian Honeymoon (Francie/Itálie)
- 1967 Thus Spoke Theodore Herzl (Izrael)
- 1969 Les empailles (Francie)
- 1971 La visite de la vieille dame (Francie)
- 1976 Le voyageur du silence (Francie)
- 1976 Um homem e o cinema (Brazilie)